# Bactérie multirésistante
Pour les articles homonymes, voir BMR.
 (août 2025).
Si vous disposez d'ouvrages ou d'articles de référence ou si vous connaissez des sites web de qualité traitant du thème abordé ici, merci de compléter l'article en donnant les références utiles à sa vérifiabilité et en les liant à la section « Notes et références ».
Une bactérie multirésistante (abrégée BMR) aux antibiotiques est un organisme qui, du fait de l’accumulation de résistances à plusieurs familles d’antibiotiques, n'est plus sensible qu’à un petit nombre d’antibiotiques utilisables en thérapeutique. 
On parle de multirésistance à partir de plus de 3 familles d'antibiotiques différentes.
Ces bactéries font partie des organismes dotés de multirésistance aux médicaments, également appelée résistance polymédicamenteuse.
La multirésistance est ainsi une étape vers l’impasse thérapeutique. Les chercheurs et médecins ont d'ailleurs introduit le concept de « superbug » (super-germe), redoutant l'apparition, possible partout, à tout instant, d'un micro-organisme dévastateur résistant à tous les médicaments connus à ce jour, et la recrudescence d'épidémies.[source insuffisante],.

## Bactéries concernées
Les BMR les plus souvent détectées sont par ordre de fréquence :
- entérobactéries à Bêta-lactamase  ;
- staphylocoque méticilline-résistant (SARM) ;
- entérocoque Vancomycine-Résistant (VRE).

Une étude publiée par le Journal of Antimicrobial Chemotherapy et menée par une équipe dirigée par des scientifiques de l'Université Murdoch de Perth a montré qu'environ 20 % des mouettes argentées australiennes seraient infectées par des bactéries ultrarésistantes comme E. coli, qui peuvent provoquer des infections urinaires, des méningites ou des septicémies.

## Prise en charge hospitalière
La personne, si elle doit être hospitalisée est généralement installée dans une chambre seule. Un sigle distinctif est apposé sur le dossier médical et sur la porte de la chambre.
L'identification du germe, sa date d'apparition et le site sont tracés dans le dossier de soin.
En fonction du germe identifié et de son mode de transmission, des précautions complémentaires sont ajoutées aux précautions standards. Par exemple, pour une bactérie multirésistance E. Coli, présente dans le tube digestif du patient, le personnel médical et les visiteurs devront respecter le port d'une surblouse en cas de contact avec le patient ou son environnement.
Le nettoyage des surfaces et de l'environnement, à l'aide de solution détergente et désinfectante peut être renforcé selon les protocoles de l'établissement de soin. 
Le principe de marche en avant doit être respecté, les chambres infectées sont les dernières à être nettoyées quotidiennement. Le matériel entré dans la chambre peut-être dédié au patient. 
Les soins nécessitant du matériel réutilisable comme le fibroscope doivent être programmés en dernier, et suivis d'une décontamination.

## Traitement
Ces bactéries exposent au risque d’impasse thérapeutique, imposent une antibiothérapie probabiliste à large spectre responsable de nouvelles sélections bactériennes.
Lorsque cela est possible, un traitement par bactériophagie dans le cadre réglementaire d'une ATUn ou d'une préparation magistrale peut être envisagé en France. Certains patients tentent de s'en procurer à l'étranger, mais les associations de malades ont pointé un risque élevé de désinformation.

## Surveillance

### En France
De 2002 à 2019, le réseau BMR-Raisin (Réseau d'alerte, d'investigation et de surveillance des infections nosocomiales) s'occupait de surveiller l'incidence et la prévalence des bactéries multirésistantes en France,. 
Depuis 2019, le relais est pris par la mission nationale SPARES (Surveillance et Prévention de l'Antibiorésistance en Établissements de Santé), rattaché au RéPIA (Réseau de Prévetion des infections et de l'antibiorésistance) de Santé Publique France.